# Margarita Armstrong-Jones
Margarita Armstrong-Jones (nome completo: Margarita Elizabeth Rose Alleyne Armstrong-Jones; Londres, 14 de maio de 2002) é uma aristocrata britânica.
Ela é a filha mais nova e única menina de David Armstrong-Jones, 2.º Conde de Snowdon, e de sua esposa, a aristocrata anglo-irlandesa Serena Stanhope. É a única neta feminina da princesa Margarida do Reino Unido, Condessa de Snowdon, sendo, portanto, a única sobrinha-neta da rainha reinante Isabel II do Reino Unido. É um membro da família real britânica. Em janeiro de 2025 ocupa o 28º lugar na linha de sucessão ao trono britânico.
Margarita possui um irmão maior: o Charles Armstrong-Jones, Visconde Linley, nascido em 1999.

## Nascimento e batismo
Margarita nasceu no dia 14 de maio do ano de 2002, na cidade de Londres na Inglaterra, capital do Reino Unido, apenas três meses após perder sua avó paterna, a princesa Margarida, e 45 dias após o de sua bisavó, a rainha-mãe Isabel Bowes-Lyon.   
Foi batizada com os seguintes nomes:
- Margarita: em homenagem a sua falecida avó paterna, a princesa Margarida, Condessa de Snowdon;
- Elizabeth: em homenagem a sua bisavó paterna, a rainha-mãe Isabel Bowes-Lyon, conhecida também como Rainha-mãe, e a sua tia-avó paterna, a rainha Isabel II;
- Rose: de acordo com uma entrevista dada por seu pai, foi escolhido pelo irmão de Margarita, Charles;
- Alleyne: é o nome do meio de sua mãe.

Ela é uma sobrinha da Lady Sarah Chatto e uma prima em primeiro grau de Samuel Chatto e Arthur Chatto.
Em fevereiro de 2020, foi confirmado que os seus pais estavam separados e dando início ao processo de divórcio.

## Linha de sucessão britânica
Ao nascer em maio de 2002, ocupava o décimo terceiro lugar na linha de sucessão ao trono britânico, porém logo após o nascimento de Luísa Windsor, Jaime, Visconde Severn, Savannah Phillips, Isla Phillips, Jorge de Cambridge, Mia Grace Tindall, Carlota de Cambridge, Luís de Cambridge e Archie Mountbatten-Windsor, o que a fez ocupar em janeiro de 2021, o vigésimo terceiro lugar.
Até julho de 2021, com o nascimento de Lilibet Mountbatten-Windsor, do primeiro filho da princesa Eugénia do Reino Unido e do terceiro filho de Zara Tindall, a Margarita decaiu algumas posições, e atualmente ocupa o 26º lugar na sucessão do Reino Unido.

## Educação
Margarita frequentou a Garden House School, uma escola independente em Tuks Row, Chelsea, em Londres. Atualmente, está a ser educada na St Mary's School, uma escola para meninas localizada na cidade de Ascot, no Condado de Berkshire.

## Aparições públicas

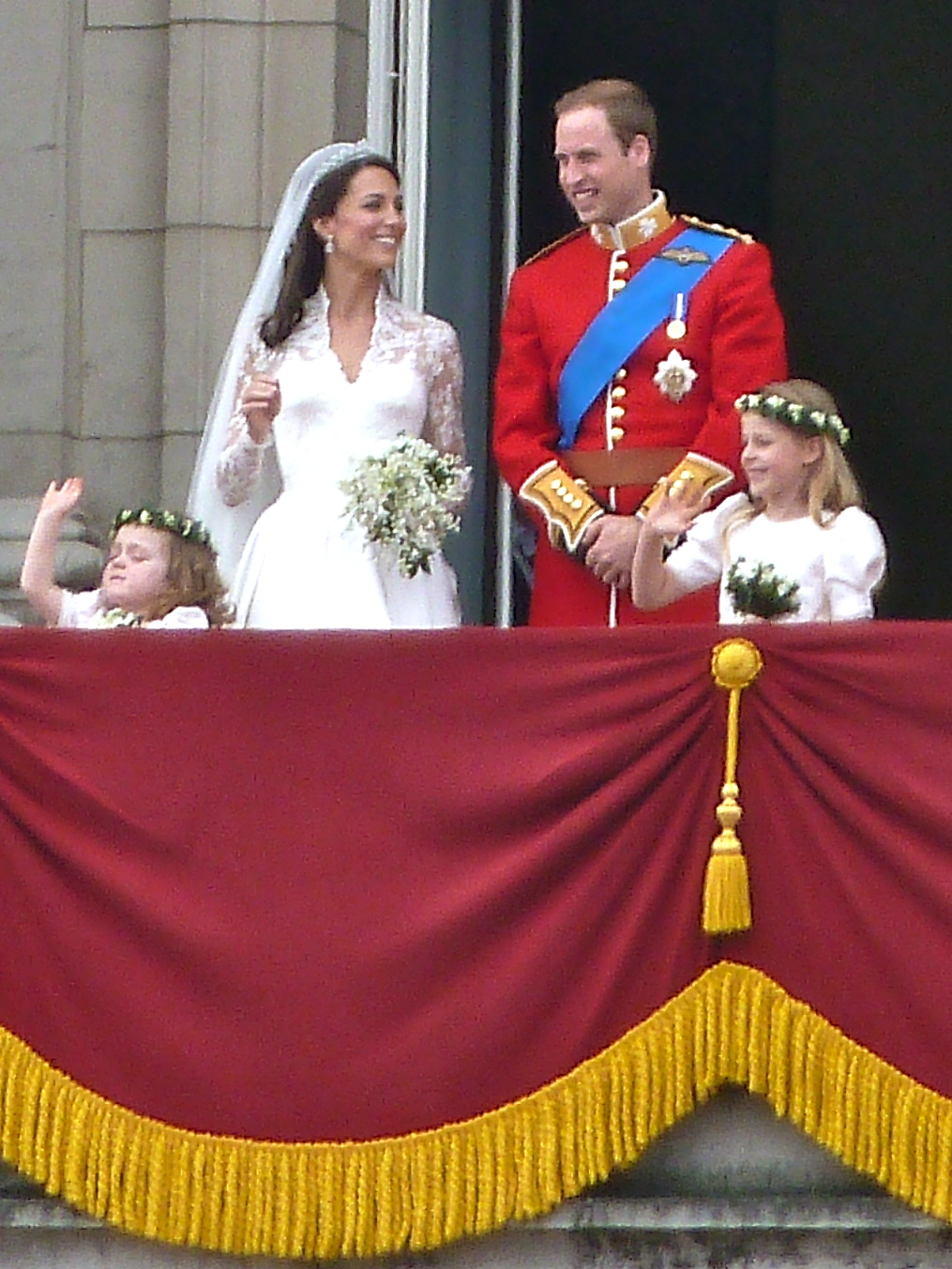
Margarita (à direita) no casamento do Duque e da Duquesa de Cambridge, em 2011

Em setembro de 2006, segundo um artigo de 25 de dezembro de 2006 do Daily Telegraph, "Margarita foi fotografada sentada no porta-malas da bicicleta de seu pai, durante a hora de ponta do trânsito. A fotografia provocou queixas de advogados da segurança do trânsito". O artigo declarou também que a loira e ativa Margarita, de quatro anos, foi a "estrela do show" quando compareceu aos serviços de Natal com a família real britânica na Igreja de St. Mary Magdalene, perto de Sandringham House, a propriedade da rainha em Norfolk. Margarita caminhou entre Peter Phillips e o príncipe William de Gales, os seus primos de segundo grau (pois compartilham um casal de bisavós), segurando as suas mãos. Os dois rapazes a levantaram pelo ar no caminho à igreja, e ela disse "Mais, mais, mais!". Mais tarde, ela olhou "adoravelmente" para o príncipe William, que a ensinou como receber as flores das crianças que estavam próximas à igreja. A pequena garota acompanhou a rainha enquanto a ajudava com as flores. O artigo notou que Margarita "exibia toda a qualidade de estrela de sua avó, a princesa Margarida, Condessa de Snowdon".
Em 29 de abril de 2011, Margarita foi uma das damas de honra do grande casamento real de seu primo de segundo grau, o príncipe William de Gales e com Catarina Middleton, realizado na Abadia de Westminster na cidade de Londres.

## Títulos
- 14 de maio de 2002 - 13 de janeiro de 2017: A Honorável Margarita Armstrong-Jones (título que ganhou ao nascer filha de um visconde britânico)
- 13 de janeiro de 2017 - presente: Lady Margarita Armstrong-Jones (título obtido após o seu pai virar um conde britânico)